# سافی فیه
سافی فیه (انگلیسی: Safi Faye؛ زادهٔ زادهٔ ۲۲ نوامبر ۱۹۴۳ - درگذشته ۲۲ فوریه ۲۰۲۳)، کارگردان و انسان‌شناس اهل سنگال بود. وی از سال ۱۹۷۲ میلادی تا کنون مشغول فعالیت بوده‌است.
سینمای "سنگال معتبرترین سینما در میان کشورهای آفریقائی محسوب می‌شود چرا که هنرمندان بزرگی چون "عثمان ثمبن" دارد که از شهرتی جهانی برخوردار است. ولی در سنگال او تنها نیست و سینماگران خوب دیگری نیز فعالیت می‌کنند که خانم "سافی فیه" یکی از آنهاست. او نخستین کارگردان زن سنگال می‌باشد که با ساختن فیلم‌های "عابر" (۱۹۷۲) و "نامه‌های روستائی" (۱۹۷۵) توجه منتقدان را به خود جلب کرده و موجب افتخار کشورش گردیده‌است.